# Tmarus variabilis
Tmarus variabilis là một loài nhện trong họ Thomisidae.
Loài này thuộc chi Tmarus. Tmarus variabilis được Ludwig Carl Christian Koch miêu tả năm 1876.